# Rufus Thibodeaux
Rufus Thibodeaux né le 5 janvier 1934 à Ridge, un lieu-dit de la paroisse de Lafayette, en Louisiane et mort le 12 août 2005 à Nashville, Tennessee est un violoniste cadien.

## Carrière
Rufus Thibodeaux a commencé à jouer de la guitare à partir de six ans et du violon à douze ans. Il a joué dans les salles de danse locales à 13 ans, et a rejoint le groupe cajun de Julius Lampérez (en) en 1949. Il a beaucoup travaillé en tant que musicien de studio, par exemple pour J. D. « Jay » Miller à Crowley, en collaboration avec les frères Clément. 
En 1950, il commence à travailler avec Jimmy C. Newman,, un artiste familier du Grand Ole Opry. Leur rencontre est le début d'une longue association qui comprend le premier succès de Newman, Cry, Cry, Darling, en 1952,. 
Rufus Thibodeaux a accompagné sur leurs albums ou en tournée Lefty Frizzell, Bob Wills, George Jones, Jim Reeves, Slim Harpo, Carol Channing, Neil Young, et bien d'autres.
Son enregistrement de 1970 en duo avec Jimmy C. Newman de la chanson Lâche Pas la Patate a été la première chanson chantée en français cadien à atteindre le statut de disque d'or.
En  1975, il est cité et célébré par Michel Fugain dans sa chanson Les Acadiens.  Cette chanson fut ensuite reprise par de nombreux artistes et enfin, sous l'intitulé Tous les Acadiens, par l'artiste canadienne Natasha St-Pier.
En 1987, il a publié un album solo, The Cajun Country Fiddle de Rufus Thibodeaux. En 1989, il a contribué à des pièces de violon cajun à la chanson Gonna Be Alright Tout de l'album d'Isadar (Fabian I. Thibodeaux)  Dream Of The Dead.
Il fut longtemps le fiddler (joueur de violon traditionnel) de Jimmy C. Newman, avec qui il enregistre Diggy Liggy Lo’ en 1950 ainsi que le fameux Lâche pas la patate en 1970.  Par la suite Rufus Thibodeaux fait partie du groupe de Neil Young (Old Ways, 1985 - A Treasure, 2011).
En 2002, le temple de la renommée de la musique cajun, d'Eunice, en Louisiane a inscrit Rufus Thibodeaux dans la liste des musiciens remarquables dont il entretient le souvenir.
Pendant les dernières années de sa vie, Rufus Thibodeaux a souffert du diabète, et cette maladie a entraîné l'amputation d'une de ses jambes en 1999. Il a néanmoins continué d'enregistrer pratiquement jusqu'à sa mort en 2005.
En 2010, le National Fiddler Hall of Fame a inscrit Rufus Thibodeaux dans sa liste de vionistes de référence.

## Sources
- (en) Ron Yule, Louisiana Fiddlers, Jackson, Mississippi, University Press of Mississippi, 2009, 368 p. (ISBN 978-1-60473-295-5, lire en ligne), p. 309-313.
- (en) « Rufus Thibodeaux », Tulsa,  Oklahoma, The National Fiddler Hall of Fame (consulté le 17 novembre 2021).
- (en) « Rufus Thibodeaux », Eunice, Louisiane, The CFMA Cajun Music Hall of Fame and Museum (consulté le 21 novembre 2021).
- (en) Jason Ankeny, « Rufus Thibodeaux », sur AllMusic, All Music, Goshen, New Yrok, Netaktion LLC (consulté le 21 novembre 2021).